# Omar Sabry
Omar Baligh Sabry Abbas (in arabo عمر بليغ صبرى عباس‎?; Il Cairo, 5 ottobre 1927 – Il Cairo, 23 novembre 2021) è stato un pallanuotista egiziano.

## Biografia
Ha rappresentato l'Egitto ai Giochi olimpici estivi di Helsinki 1952 nel torneo di pallanuoto.
Ai Giochi del Mediterraneo del 1951, ha vinto 1 argento nella pallanuoto.